# Андра Ђорђевић
Андрија Ђорђевић - Андра (Крагујевац, 28. март/ 9. април 1854 – Крагујевац, 22. октобар / 4. новембар 1914) био је српски правник и политичар и професор Велике школе у Београду. Био је министар правде и министар просвете.
Додељен му је Орден Таковског крста и Краљевски орден Белог орла.

## Галерија
- Грађанско право, уџбеник Андре Ђорђевића
- Кућа Андре Ђорђевића
- Андра Ђорђевић